# 올랭피아 (마네)
〈올랭피아〉(Olympia)는 에두아르 마네가 캔버스에 유화로 그린 그림이다. 규격은 190 x 130.5cm (51 x 74.8 in)이다. 프랑스는 1890년 클로드 모네의 공식적인 요청으로 그림을 취득하였고 현재 파리 오르세 미술관에 전시 중이다.

## 반응
마네는 1863년 샬롱에 제출한 〈풀밭 위의 점심 식사〉(Le déjeuner sur l'herbe)로 논란이 있었지만 1865년 파리 샬롱에 제출된 〈올랭피아〉는 비난거리였다. 특히 보수적인 사람들은 작품이 "음란하고 상스럽다"는 비난을 했다. 저널리스트 안토니아 프루스트가 회상하길 "만일 올랭피아가 파괴되지 않는다면 그것은 관리자가 붙인 주의사항 때문일 것이다."라 말했다. 그러나 비판만 받은 것은 아니었다. 〈올랭피아〉의 지지자였던 에밀 졸라는 이 작품을 마네의 "걸작"으로 칭하고 "현재 다른 화가들은 비너스의 거짓말을 표현할때, 마네는 스스로 물었다. 왜 거짓말을 해야하는지 왜 진실을 얘기하지 않는지?"라 말했다.

## 영향

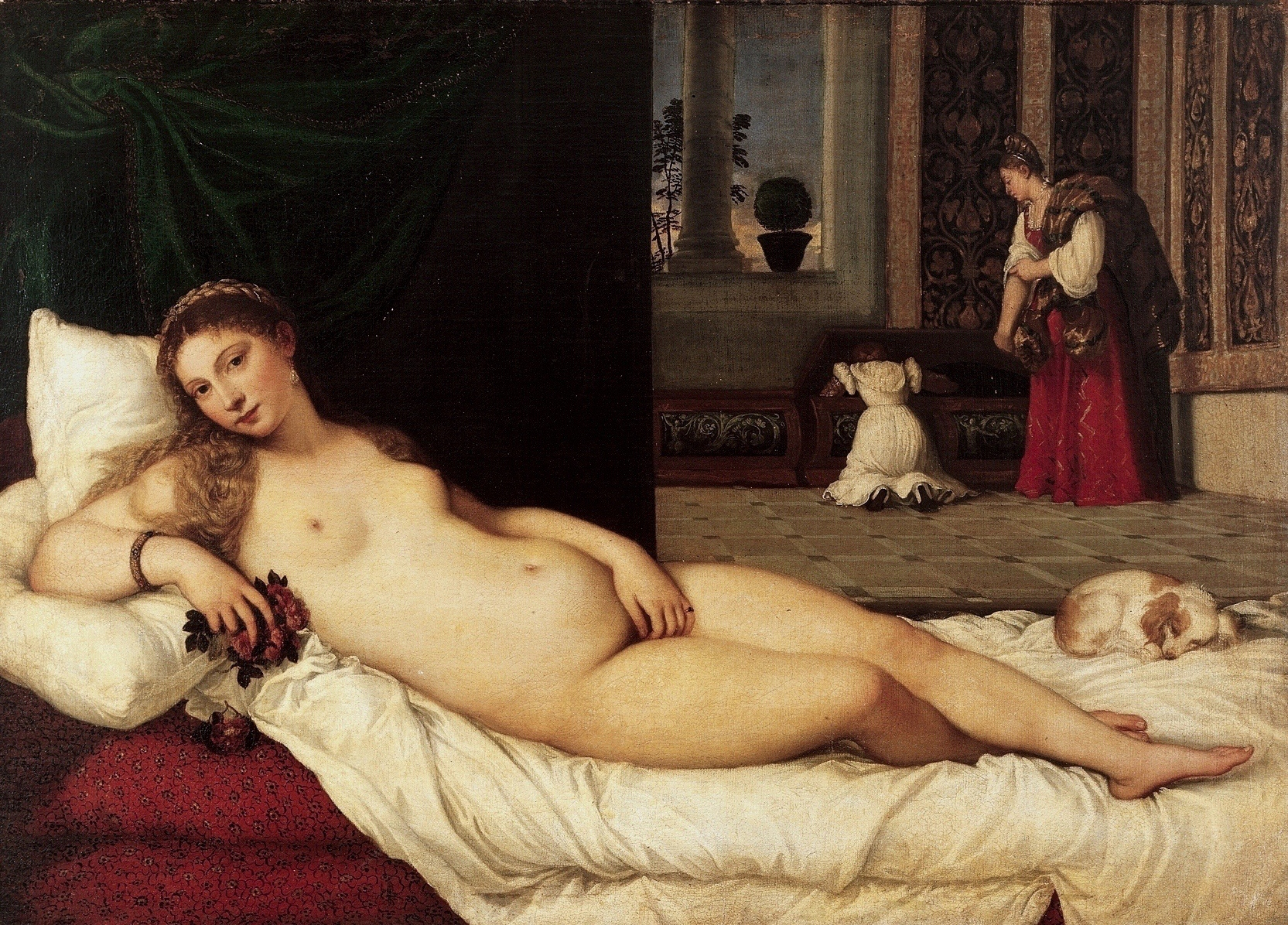
티치아노, 〈우르비노의 비너스〉, 1538년

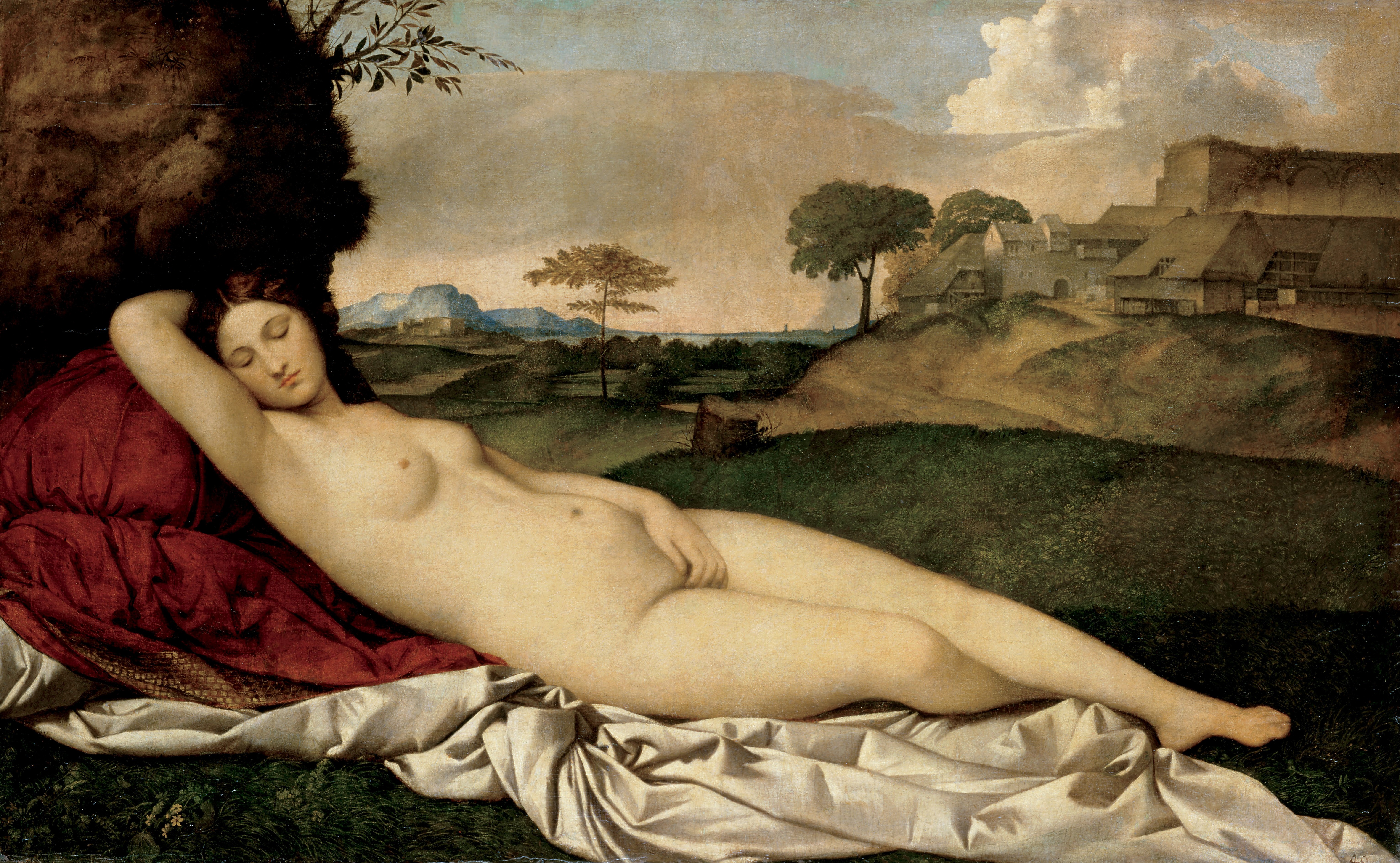
조르조네, 〈잠자는 비너스〉, 1510년경

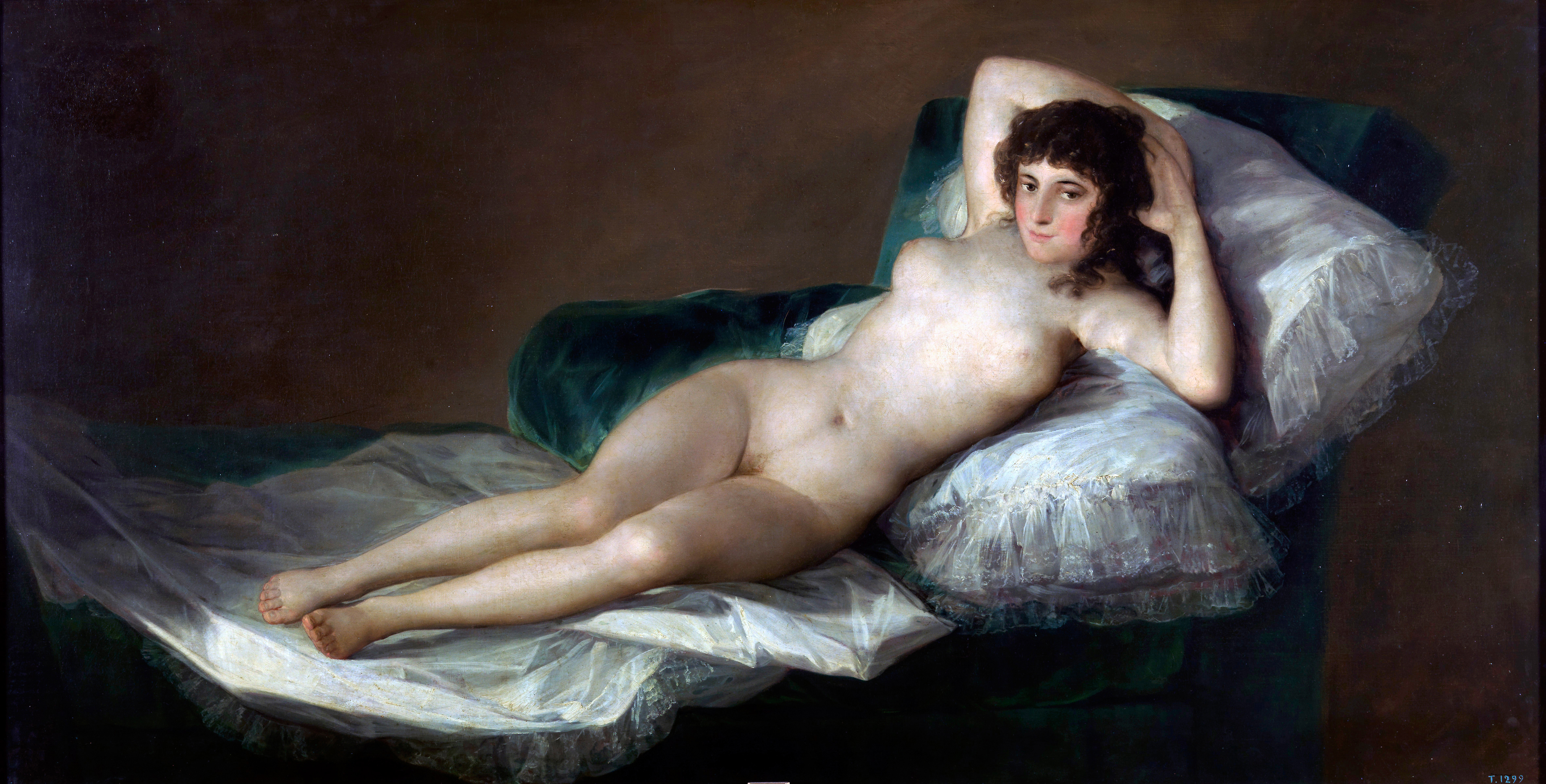
프란시스코 고야, 〈옷 벗은 마하〉, 1797–1800

올랭피아는 티치아노의 〈우르비노의 비너스〉, 조르조네의 〈잠자는 비너스〉에 영감을 받았다.또 고야의 〈옷 벗은 마하〉(c. 1800)와 몇가지 유사한 점이 있다.
올랭피아는 흑인하녀가 있는 누드화도 참고하였는데 앵그로의〈오달리스크와 그 노예〉(1842), 프랑수아 레온 베노우빌레의 〈에스더와 오달리스크〉(1844), 찰스 제나베트의 〈오달리스크〉(1842)이다. 그 중 앵그로의〈그랑 오달리스크〉(1814)와 많은 비교를 한다. 마네는 다른 화가들과 달리 여신이나 오달리스크를 그리지 않고, 고객을 기다리는 고급 창녀를 묘사했다.

## 관련서적
- 《마네 그림에서 찾은 13개 퍼즐 조각》(2009년 2월 기파랑)
- 《에두아르 마네 베이식 아트 시리즈》(2006년 4월 마로니에북스)